# ジョージ・ワシントン・ブリッジ (吹奏楽曲)
『ジョージ・ワシントン・ブリッジ』（George Washington Bridge ）は、ウィリアム・シューマンが作曲した吹奏楽曲である。

## 概説
ミシガン州学校バンド・オーケストラ協会（Michigan School Band and Orchestra Association、外部リンク）の委嘱で、1950年に作曲された。
ハドソン川に架かるジョージ・ワシントン・ブリッジをテーマにしている。ニューヨークに生まれ、ニューヨーク大学で学んでいたシューマンは、スコアの解説によると、建設中からこの橋を見ており、毎日のように目にし、通勤で近くを通るようになった橋の印象を、一人の人間のようであり、昼や夜、交通量、通るときの自分の気分によってさまざまな表情を見せる、と述べている。シューマンは「吹奏楽のための印象」（An Impression for Band ）という副題を付けている。
A-B-C-B-Aのアーチ形式で構成され、演奏時間は8分から9分。楽譜は1951年にアメリカのG.シャーマー（G. Schirmer）から出版された。

## 編成
| 木管 | 木管                         | 金管  | 金管     | 弦・打 | 弦・打                  |
| ---- | ---------------------------- | ----- | -------- | ------ | ----------------------- |
| Fl.  | 2, Picc.                     | Crnt. | 3, Tp. 2 | Cb.    | ●                       |
| Ob.  | 2                            | Hr.   | 4        | Timp.  | ●                       |
| Fg.  | 2                            | Tbn.  | 3        | 他     | S.D., B.D., Cymb., W.B. |
| Cl.  | 3, E♭, Alto, Bass            | Eup.  | ●        | 他     | S.D., B.D., Cymb., W.B. |
| Sax. | Alt. 2 Ten. 1 Bar. 1, Bass 1 | Tub.  | ●        | 他     | S.D., B.D., Cymb., W.B. |